# بيلي لي (ممثل)
بيلي لي (بالإنجليزية: Billy Lee) هو ممثل أمريكي، ولد في 12 مارس 1929 في الولايات المتحدة، وتوفي بنفس المكان في 17 نوفمبر 1989.

## وصلات خارجية
- بيلي لي على موقع IMDb (الإنجليزية)
- بيلي لي على موقع تيرنر كلاسيك موفيز (الإنجليزية)
- بيلي لي على موقع قاعدة بيانات الفيلم (الإنجليزية)